# عبد الله منصور (لاعب كرة قدم)
عبد الله محمد منصور الدوسري، من مواليد (1 فبراير 1968-) في الكويت، لاعب النادي العربي الكويتي ومنتخب الكويت لكرة القدم السابق ، من عام 1988 و حتى عام 1992، وقد سجل هدف نادي العربي الكويتي الوحيد في نهائي كأس الأمير 1988/1989.

## مسيرته
بدأ عبد الله منصور  مسيرته الكروية في نادي العربي الكويتي عبر فريق الناشئين عام 1981 وكان وقتها يبلغ من عمر ثلاث عشر عاما ، وتدرج في المراحل السنية حتي وصل الي الفريق الأول وأصبح اساسي وبدأ بعدها في تحقيق الالقاب مع النادي وأولها تحقيق لقب الدوري الكويتي في مواسم الدوري الكويتي 1987–88 والدوري الكويتي 1988–89 والدوري الكويتي 1992–93 ، كما حقق مع ناديه لقب كأس الأمير 1991–92.

## إعتزاله
إعتزل اللاعب عبد الله منصور  كرة القدم خلال  موسم الدوري الكويتي 1995–96 بعد أن لاحقته الاصابة في ظهره ، رغم التعافي منها الا انه أصيب إصابة ثانية والتي انهت حياته الرياضية وهو في سن ال26 وتفرغ بعدها لعمله الوزاري مديرا في مدارس وزارة التربية الكويتية ، ومنذ ذلك الوقت وهو مقل في الظهور الإعلامي.